# Rossella Jardini
Rossella Jardini diseñadora a cargo de la firma Moschino desde 1994 después de la muerte del fundador de esta Franco Moschino. Nació en Bérgamo en 1952. Como directora creativa de todas las líneas de Moschino, ha mantenido la marca fuerte y de moda. Comenzó su carrera en la venta de ropa en lugar de diseñarla, sin embargo, tuvo un encuentro con Nicola Trussardi en 1976, ante lo que se convirtió en asistente para el desarrollo de productos de cuero de la empresa. Pronto decidió crear su propio sello con dos amigos, pero después de reunirse con Moschino, se convirtió en su asistente de forma permanente en 1984. Diez años más tarde, Jardini se hizo cargo de la marca Moschino como el lo habría señalado antes de su muerte. Sigue poniendo la filosofía, -la parodia y el estereotipo- de la marca en el corazón por impactante y la enseñanza en el mercado hoy en día.